# Lestanville
Lestanville – miejscowość i gmina we Francji, w regionie Normandia, w departamencie Sekwana Nadmorska.
Według danych na rok 1990 gminę zamieszkiwało 68 osób, a gęstość zaludnienia wynosiła 42 osoby/km² (wśród 1421 gmin Górnej Normandii Lestanville plasuje się na 822. miejscu pod względem liczby ludności, natomiast pod względem powierzchni na miejscu 893.).